# Julodis angolensis
Julodis angolensis es una especie de escarabajo del género Julodis, familia Buprestidae. Fue descrita científicamente por Gussmann en 1995.